# Le Singe égal du ciel
 (mars 2025).
Motif : Sourçage insuffisant
- Archive Wikiwix
- Bing
- Cairn
- DuckDuckGo
- E. Universalis
- Gallica
- Google
- G. Books
- G. News
- G. Scholar
- Persée
- Qwant
- (zh) Baidu
- (ru) Yandex
- (wd) trouver des œuvres sur Wikidata

| 1. | Préciser le motif de la pose du bandeau. | Précisez le motif de la pose du bandeau en utilisant la syntaxe suivante : {{admissibilité à vérifier\|date=mars 2025\|motif=remplacez ce texte par le motif}}                             |
| 2. | Informer les utilisateurs concernés.     | Pensez à avertir le créateur de l'article, par exemple, en insérant le code ci-dessous sur sa page de discussion : {{subst:avertissement admissibilité à vérifier\|Le Singe égal du ciel}} |

Le Singe égal du ciel est un roman (en 1972) de Frédérick Tristan (éd.Bourgois).

## Source
Le livre est librement adapté de la légende chinoise dont Wu Cheng'en (période Ming) tira son fameux roman La Pérégrination vers l'Ouest. Ce récit narre les rencontres et épreuves vécues par le singe Souen Wou Kong ( Conscient de la vacuité) dans sa conquête de la Connaissance et de l'Immortalité. Comment sa force, son orgueil, sa perspicacité, semant la zizanie chez les puissances célestes, tour à tour le sauvent et le perdent. Au long de son apprentissage, cette créature fantastique bute sans cesse sur la quête d'humilité et de sérénité nécessaires pour se hisser jusqu'à la sagesse.
Cette parabole initiatique est contée sous forme d'une longue épopée où l'humour et la dérision colorent la dimension symbolique d'une quête aux innombrables étapes. Car la révolte du singe est aussi une mise à l'épreuve des divinités et une mise en cause de leur pouvoir. 

## Adaptation
Le Singe égal du ciel a été adapté à la scène française par Gil Galiot (Le Roi singe) et par Denis Llorca. Il a été publié par les éditions Zulma en poche en 2014.